# Coulombiers, Vienne

Coulombiers este o comună în departamentul Vienne, Franța. În 2009 avea o populație de 1,086 de locuitori.